# Carlos Filiberto I de Este
Carlos Filiberto I de Este (San Martino in Rio, 1 de noviembre de 1571- Milán, 26 de mayo de 1652) fue un príncipe italiano de la casa de Este que sirvió en primer lugar al duque de Saboya y posteriormente a Felipe III y Felipe IV de España.

## Biografía
Fue hijo del príncipe Felipe I de Este, I marqués de San Martino in Rio y de Lanzo y de María de Saboya, hija natural de Manuel Filiberto, duque de Saboya.
Inició su carrera siendo nombrado por Carlos Manuel I, duque de Saboya como gobernador de Niza y general de su caballería ligera. En 1603 viajó a España acompañando a los príncipes Felipe Manuel, Víctor Amadeo y Manuel Filiberto, hijos mayores del duque de Saboya, que partieron a la corte española de su tío Felipe III para completar su educación. Llegaron a Valladolid, en aquellos momentos corte, a finales de agosto de dicho año. En 1616, decidió pasar al servicio de Felipe III de España y renunciar a sus cargos en los estados del Duque de Saboya. En España siempre fue conocido bajo el título de marqués de Este. Su primer empleo al servicio de Felipe III fue el de general de caballería del Ducado de Milán en 1616. Posteriormente, en 1619 fue nombrado consejero íntimo del emperador Matías y en 1623, príncipe del Sacro Imperio. En 1623 Felipe IV pone casa a su hermano el cardenal infante don Fernando y Carlos Filiberto es nombrado como su caballerizo mayor y gentilhombre de cámara. Sirvió a este príncipe hasta su muerte en 1641 y también en Alemania y Flandes.
Había contraído matrimonio en 1606 con doña Luisa de Cárdenas, hija primogénita de don Bernardino de Cárdenas, señor de Colmenar de Oreja y a su muerte sucesora en sus títulos y señoríos, de la que no tuvo hijos.
Asimismo, casó en segundas nupcias con Livia Marini Castagna (1600- ¿?), con la que tampoco tuvo descendencia.
Murió el 26 de mayo de 1652 en Milán y fue sepultado en la colegiata de San Martino in Rio.

## Títulos, órdenes y empleos

### Títulos
- 1594: Príncipe de Ferrara, Módena y Reggio.[13]
- 23 de marzo de 1619: Príncipe del Sacro Imperio Romano Germánico.[13]
- II Marqués de San Martino in Rio.[13]
- III Marqués de Borgomanero y Porlezza.[13]
- 1616: I Marqués de Santa Cristina.[13]
- IV Conde de Corteolona.[13]
- Señor de Campogalliano, Rodeglia, Castellarano, San Cassiano y del Vicariato de Belgioioso.[13]
- En España fue conocido bajo el título de Marqués de Este.[14][15][16][17][18]

### Órdenes
- 1616: Caballero de la Orden del Toisón de Oro.[13][3][19][20][8]
- 2 de febrero de 1602-1616: Caballero de la Suprema Orden de la Santísima Anunciación.[13][3]

### Empleos
- Gentilhombre de cámara del Rey de España.[3][13]
- Caballerizo mayor y gentilhombre de cámara del cardenal-infante don Fernando.[3][13][14][9][8]
- 23 de marzo de 1619: Consejero íntimo del emperador Matías del Sacro Imperio.
- 1602-1606: Primer general de la caballería ligera del Duque de Saboya.
- Gobernador de Niza.